# Leonardo Loredano
Leonardo Loredano ou Leonardo Loredan na língua véneta (Veneza, 16 de novembro de 1436 - Veneza, 21 de junho de 1521) foi o 75.º Doge de Veneza.

## Vida
Filho de Gerolamo e Donata Donà, foi um doge hábil e sagaz político, que conseguiu reger Veneza num período muito difícil da sua história. Eleito em 2 de outubro de 1501, teve, durante o seu dogado, de aceitar uma onerosa paz com o Império turco (1503), e enfrentar a Liga de Cambrai, o que conduziu a longo prazo à guerra nos territórios venezianos em terra firme (1509 - 1517) com a intenção, falhada, de destruir a força da República de Veneza. Respeitado em vida, depois da sua morte foi alvo de inquérito por se apropriar de fundos estatais e os seus herdeiros foram condenados a ressarcir o estado.

Brasão do doge Leonardo Loredano.

Quando chegou ao poder, Loredano encontrou um estado em guerra com o Império Otomano que, depois de um período calmo, veio a afirmar-se tentando sobrepor-se às forças militares venezianas no Mediterrâneo oriental.
As perdas no tráfego comercial e as grandes despesas fizeram com que a república veneziana procurasse a paz, que, é claro, foi bem cada: as cidades de Coron e Modon, Lepanto e Santa Maria di Leuca.
Nos anos seguintes, uma grave crise económica contribuiu para um período menos feliz na história de Veneza.
Veneza, depois da guerra no Mediterrâneo, buscava a paz, mas não estava disposta a dá-la a seus inimigos. O poder económico e político e uma interferência indevida nos assuntos externos levaram a uma coligação, a Liga de Cambrai, principalmente formada por França, os Estados Papais, pelo Imperador Maximiliano I, Sacro Imperador Romano-Germânico e por outros grandes príncipes italianos, cujos objectivos específicos eram a destruição da República de Veneza e a partilha dos seus territórios.

Veneza, talvez por um excesso de arrogância e por subestimar o inimigo, preocupou-se demasiado tarde para esta situação, e não foi capaz de organizar uma campanha eficaz a nível diplomático para que não existisse o ataque. Ficando sozinha contra grandes forças inimigas, Veneza criou um poderoso exército de 300 000 soldados para resistir, enquanto ficava à espera de um acordo.

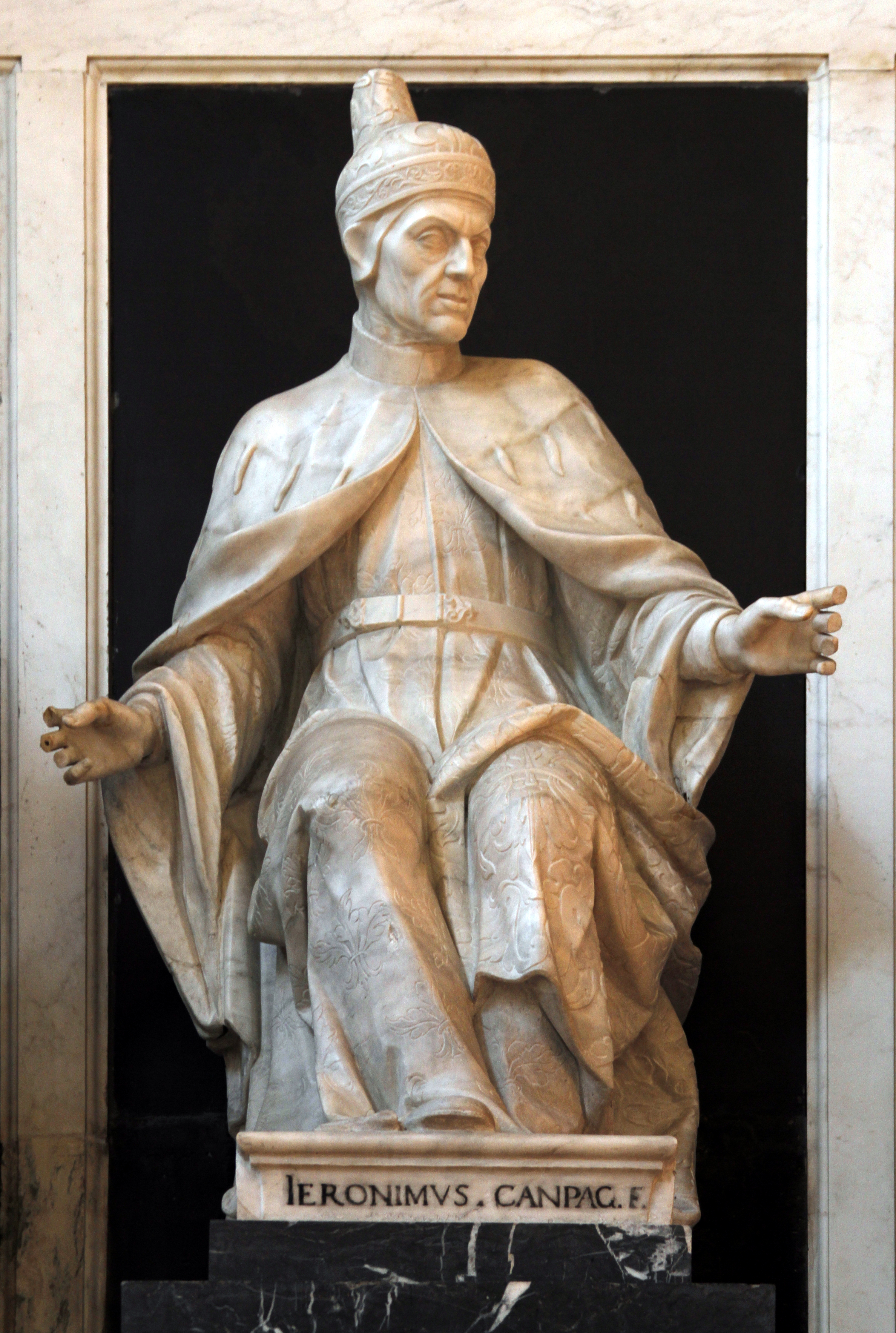
Sua sepultura, em Veneza.

A falta de prudência e de disciplina, nas tropas venezianas levou à derrota na Batalha de Agnadello e da perda quase total dos territórios venezianos continentais. As terras de Veneza foram corridas a fogo e espada, e algumas bombas atingiram os limites da lagoa veneziana. O pânico geral da nobreza e do povo foi interrompido pelo espírito do doge Loredano, que, apoiado pela notícia de revoltas populares a favor de Veneza na zona ocupada da cidade de Treviso, impulsionou os senadores e os cidadãos para que se inscrevessem e doassem grandes somas de dinheiro para a defesa de Pádua, que estava então cercada por Maximiliano I. Em 1510, em pleno turbilhão de mudança de alianças, o papado do irrequieto e bélico Papa Júlio II aliou-se a Veneza na guerra. A guerra continuaria alternando com paz até 1513, quando o único adversário que restava, o imperador Maximiliano, se decidiu também a associar à paz em troca de Rovereto e Riva.